# 鐸比古鐸比賣神社

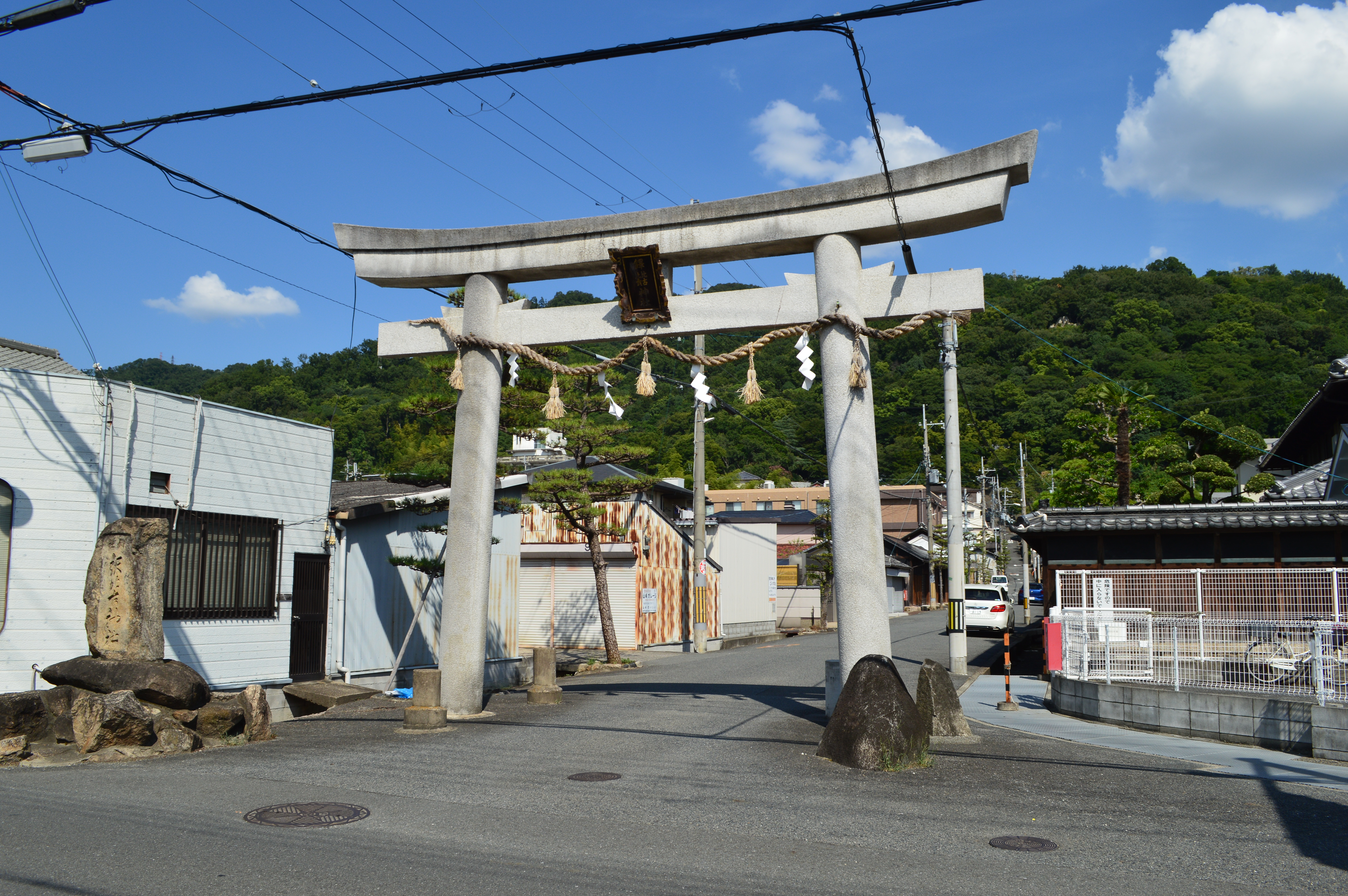
大鳥居

鐸比古鐸比賣神社（ぬでひこ ぬでひめじんじゃ）は、大阪府柏原市大県にある神社。延喜式神名帳に記されている式内社で、旧社格は郷社。

## 祭神
祭神は「鐸比古命」、「鐸比売命」。 神社側は鐸比古命を垂仁天皇の子であり、「沼滞別命」、「鐸石別命」と同人とされる。鐸石別命は和気清麻呂の遠祖であり、仮に鐸比古命を鐸石別命とすれと、この人物を祭神とするのは日本全国でもここと岡山県の和気神社のみとされている。
ご神体は、高尾山の山頂にあり、「鐸比古神社」、「鐸比売命」に分かれており、”法善寺”の飛び地となっている。このことから、元々は、法善寺が祀っていたことがわかる。実際に法善寺一丁目にも鐸比古鐸比賣神社がある。

## 歴史
河内国大県郡（柏原市法善寺、大県地区）の氏神であり、背後にそびえる高尾山（標高：278m）を神体山・磐座としている。 神社縁起によると創建は成務天皇二十一年（151年）とされるが、実際の年代は不明。
『河内名所図会』には、「鐸比古神社 （高尾神社・大県神社・高尾明神） 延喜式内、高尾山の嶺にあり、今比賣春日御前という。傍に清泉あり」と記されている。
もともとは鐸比古神社と鐸比賣神社は別々の神社であり、鐸比古神社は高尾山の山頂に祀られていたが、中世には現在の地に遷されたといわれている。現在の社殿は江戸時代・元禄年間の再建。

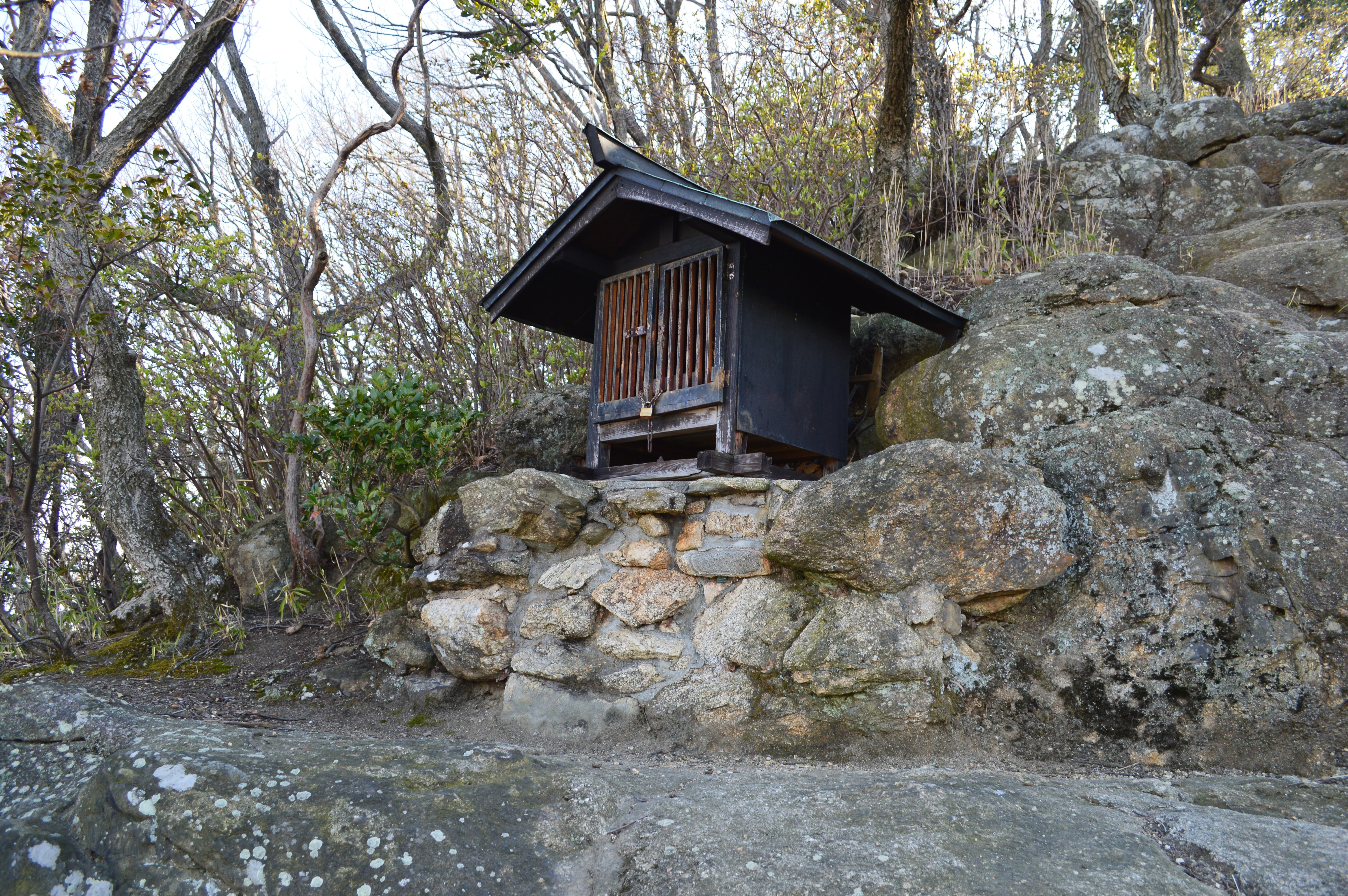
高尾山山頂の祠
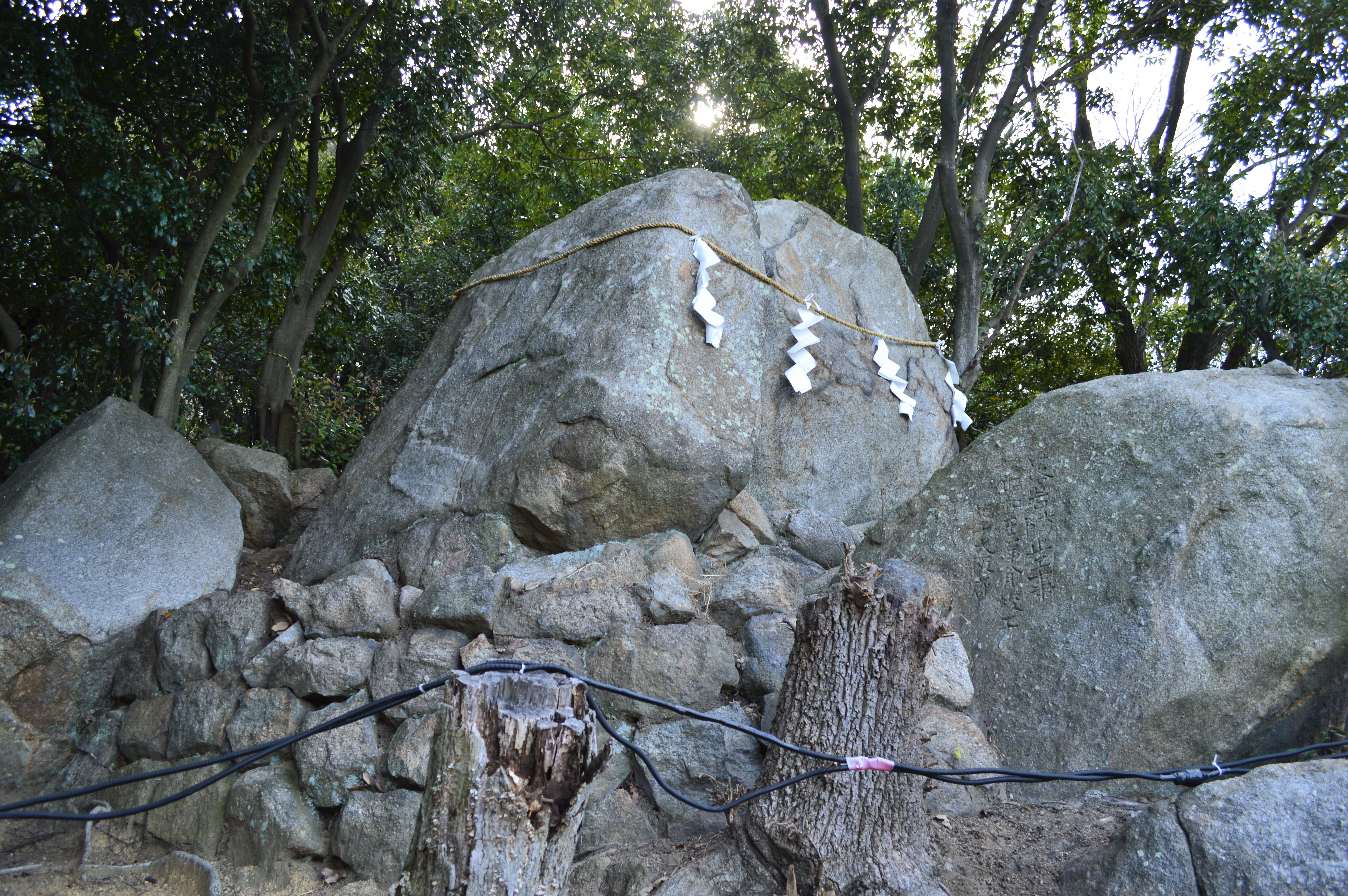
高尾山山腹の磐座

## 祭事
- 夏祭　　 7月31日
- 秋例祭　10月15日

## 現地情報
所在地
- 大阪府柏原市大県4-6-1  〒582-0018

交通アクセス
- 最寄駅：近鉄大阪線堅下駅下車後、徒歩約9分（東へ約700m）